# Aukusti Pasanen
Aukusti Pasanen, född 8 augusti 1902 i Jockas, död 10 juli 1986 i S:t Michel, var en finländsk advokat och politiker.
Pasanen, som var son till jordbrukaren Antti Vilhelm Pasanen och Amanda Väisänen, blev student 1923, avlade högre rättsexamen 1930 och blev vicehäradshövding 1933. Han var advokat i Viborg 1930, i S:t Michel 1930–1935, innehavare av advokatbyrå 1935–1958, tillförordnad landssekreterare i S:t Michel 1943–1944, ordinarie 1944–1946 och från 1958. 
Pasanen representerade Finska folkpartiet i Finlands riksdag 1951–1958, var ordförande i försvarsutskottet 1952–1958, elektor vid presidentvalet 1950, medlem av Folkpensionsanstaltens fullmäktige 1952–1954, ordförande 1954–1958. Han var medlingsman vid arbetskonflikter i S:t Michels, Kuopio och Norra Karelens län från 1962.